# Río Guerrero
Río Guerrero är en ort i Mexiko.   Den ligger i kommunen Amatenango de la Frontera och delstaten Chiapas, i den sydöstra delen av landet, 900 km sydost om huvudstaden Mexico City. Río Guerrero ligger 699 meter över havet och antalet invånare är 939.
Terrängen runt Río Guerrero är kuperad österut, men västerut är den bergig. Río Guerrero ligger nere i en dal. Runt Río Guerrero är det ganska tätbefolkat, med 80 invånare per kvadratkilometer. Närmaste större samhälle är Frontera Comalapa, 8,6 km norr om Río Guerrero. I omgivningarna runt Río Guerrero växer huvudsakligen savannskog.